# Nammen
Nammen (früher auch Nammen an der Porta) ist ein Ortsteil im Nordosten des Gebietes der ostwestfälischen Stadt Porta Westfalica im Kreis Minden-Lübbecke in Nordrhein-Westfalen.

## Geographie
Der Stadtteil liegt nördlich des Wesergebirges. Im Osten grenzt Nammen an Wülpke, im Norden an den Stadtteil Röcke der Stadt Bückeburg im Landkreis Schaumburg (Niedersachsen), im Westen an den Stadtteil Lerbeck sowie den Stadtteil Meißen der Stadt Minden und im Süden an Hausberge und Lohfeld.

## Geschichte
Erstmals wurde Nammen 1270 unter dem Namen „Namnen“ in einer Urkunde namentlich erwähnt. Mindestens seit 1650 gab es eine Schule in Nammen. Nammen hatte nie eine eigene Pfarrkirche und gehörte ursprünglich zum Kirchspiel Petzen in der Grafschaft Schaumburg, obwohl Nammen zum Fürstentum Minden gehörte. Nachdem das Fürstentum und mit ihm Nammen brandenburgisch geworden waren, wurden neue Hofstellen nach dem brandenburgischen Lerbeck eingepfarrt, während die alten bei Petzen blieben, was im Hinblick auf die Abgaben umstritten war. Erst am 1. April 1911 wurden die bis dahin zu Petzen gehörenden Nammer endgültig nach Lerbeck umgepfarrt nach Aufrechnung des Kapitalvermögens und der Schulden.
Nammen gehörte bis zu den Napoleonischen Kriegen zur Vogtei Übernstieg im Amt Hausberge des Fürstentums Minden. Der Ort gehörte von 1807 bis 1813 zum Kanton Hausberge des napoleonischen Satellitenstaats Königreich Westphalen und kam 1816 zum neuen Kreis Minden. Bis 1972 bildete Nammen eine Gemeinde im Amt Hausberge des Kreises. Bevor die Gemeinde bei der kommunalen Neugliederung am 1. Januar 1973 Teil der Stadt Porta Westfalica wurde, hatte sie eine Fläche von 9,12 km² sowie 2416 Einwohner (31. Dezember 1972). Am 31. Dezember 2020 hatte Nammen 2229 Einwohner.

## Politik
Nammen bildet mit Kleinenbremen und Wülpke den Bezirksausschuss IV der Stadt Porta Westfalica. Vorsitzender ist Jörg Achilles.

## Sehenswürdigkeiten

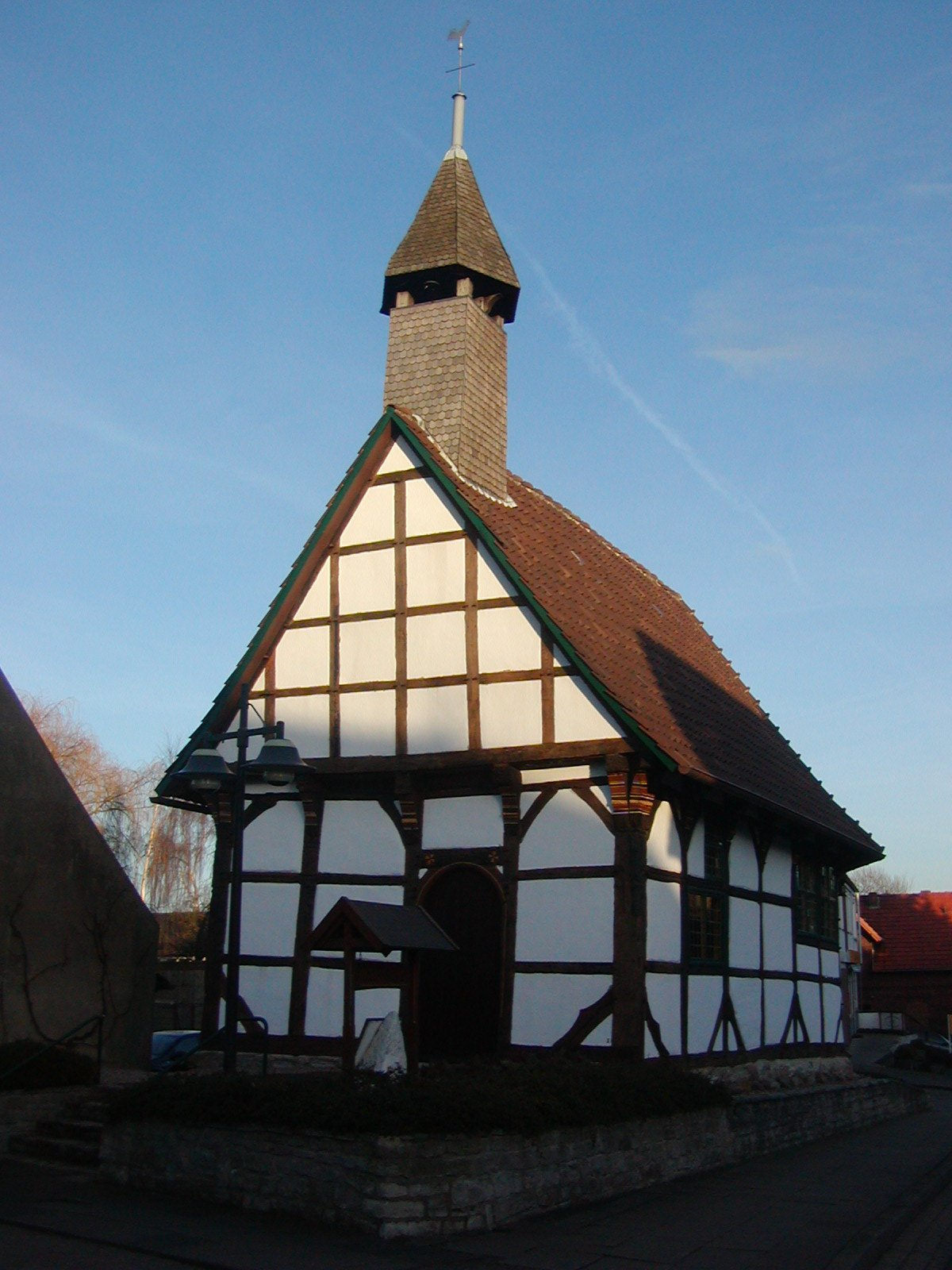
Laurentius-Kapelle Nammen

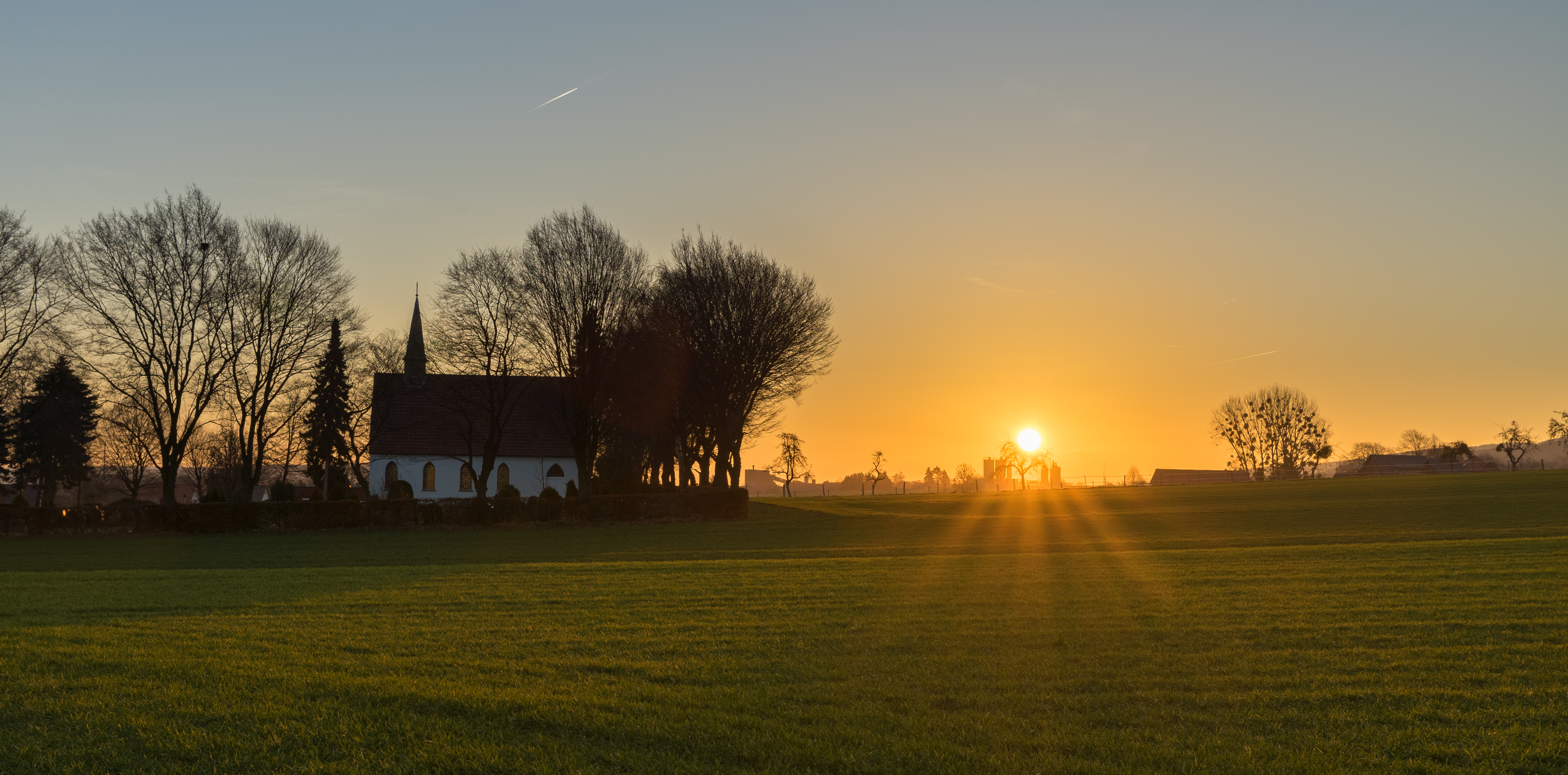
Die Friedhofskapelle in Nammen

Ein Wahrzeichen des Stadtteiles ist die Laurentiuskapelle. Die Kapelle wurde 1523 neu errichtet. 1654 wurde die heutige alte Glocke (mit einem Seilzug für den Handbetrieb) eingebaut. Eine weitere Glocke mit automatischem Antrieb wurde 1986 installiert. In den Jahren 1811, 1837, 1927, 1958, 1985 und 1995 wurde St. Laurentius renoviert.
Entlang der Nordhänge des Wiehen- und Wesergebirges gab es zahlreiche Kalkbrennereien. Auch in Nammen gab es zahlreiche Kalköfen. Die letzten wurden 1965 aufgegeben. Der Ofen Timmerberg ist als Baudenkmal renoviert worden, wurde mittlerweile aber abgerissen.
Der Nammer Wald lädt zum Wandern ein. Bis in die 1950er Jahre befand sich hier „Bad Nammen“, eine Gaststätte mit Badebetrieb.
Im Wesergebirge befinden sich das Naturschutzgebiet Nammer Klippen sowie die ehemalige Wallburg Nammer Lager, die nach dem Ortsteil benannt worden ist.

## Sonstiges
Nammen liegt an der Kreisbahnstrecke Minden – Kleinenbremen. Nahe der Durchgangsstraße und dem Anschluss nach Kleinenbremen befindet sich neben Wohnhäusern ein Gewerbegebiet.